# 龙一
龙一（1961年？—），本名李鹏，河北盐山人，中国作家。南开大学汉语言文学专业毕业。1986年进入天津市作家协会工作。小说《潜伏》被改编成同名电视剧，后因此剧走红而闻名。

## 作品
- 《后宫艳事》
- 《租界中的老公馆》
- 《迷人草》
- 《地狱变》

### 长篇小说
- 《另类英雄》
- 《纵欲时代》
- 《感性时代》
- 《借枪》
- 《暗探》
- 《代号》

### 中篇小说
- 《没有英雄的日子》（获2003年中国作家大红鹰文学奖）
- 《我只是一个马球手》

### 短篇小说
- 《潜伏》
- 《屋顶上的男孩》（获《上海文学》短篇小说奖）